# Olibrinus truncatus
Olibrinus truncatus är en kräftdjursart som beskrevs av Stefano Taiti och Franco Ferrara1991. Olibrinus truncatus ingår i släktet Olibrinus och familjen Olibrinidae. Inga underarter finns listade i Catalogue of Life.